# Nematochares citraulax
Nematochares citraulax är en fjärilsart som beskrevs av Edward Meyrick 1931. Nematochares citraulax ingår i släktet Nematochares och familjen plattmalar. Inga underarter finns listade i Catalogue of Life.